# Manizales
Manizales est une ville et municipalité du centre de la Colombie, capitale du département de Caldas. 
Elle fut fondée en 1849, en pleine guerre civile, par un groupe de vingt personnalités en provenance du département de Caldas.
La ville, construite sur des pentes abruptes, non loin du volcan Nevado del Ruiz, fait partie de la région colombienne productrice de café (ou Eje cafetero). Elle est un centre principal de production du café colombien.
Manizales est un centre universitaire important.

## Histoire
Dans la période précolombienne, le territoire où s'élève aujourd'hui Manizales était peuplé par les indiens Quimbayas, Ansermas, Picaras, Zopias, Paucuras (ou Pacuras, ou Pancuras), Carrapas et Armas.
En 1839, Fermín López, un colonisateur antioqueño, s'établit sur ces terres.
Manizales fut réellement fondée le 12 octobre 1849.
La ville a été construite par un groupe de vingt personnalités (Expedición de los 20), qui venaient des villes de Neira et de Salamina, au milieu d’une guerre civile opposant les conservateurs et les libéraux.
Les vingt personnages fondateurs étaient : Manuel María Grisales, José María Osorio, José María De La Pava, Antonio María Arango, Joaquín Arango, Victoriano Arango, Pedro Arango, José Pablo Arias, Silverio Buitrago, Antonio Ceballos, José María Correa, José Joaquín Echeverri, Nicolás Echeverri, Alejandro Echeverri, Esteban Escobar, Vicente Gil, Vicente Giraldo, Marcelino Palacios, Antonio Quintero et Benito Rodríguez.
Une forte influence hispanique était alors présente dans la culture ; la population, très homogène, était essentiellement blanche jusqu'à ce que d'autres ethnies s'installent, venues surtout pour la qualité de l'enseignement scolaire et universitaire.
En 1869, pendant l'administration d'Alejandro Gutiérrez Arango, les terrains étaient répartis entre les premiers habitants de la ville, à la suite d'un violent litige avec González et  Salazar, associés de la Concesión Aranzazu, propriétaire des terrains où se construisirent la majorité des villages du nord et du centre du département de Caldas. La ville se convertit alors en centre éducatif et, vers 1880, se transforma en un puissant centre industriel avec une culture typiquement antioqueña. Aux alentours de 1890, le café devint la base de l'économie régionale.

## Géographie

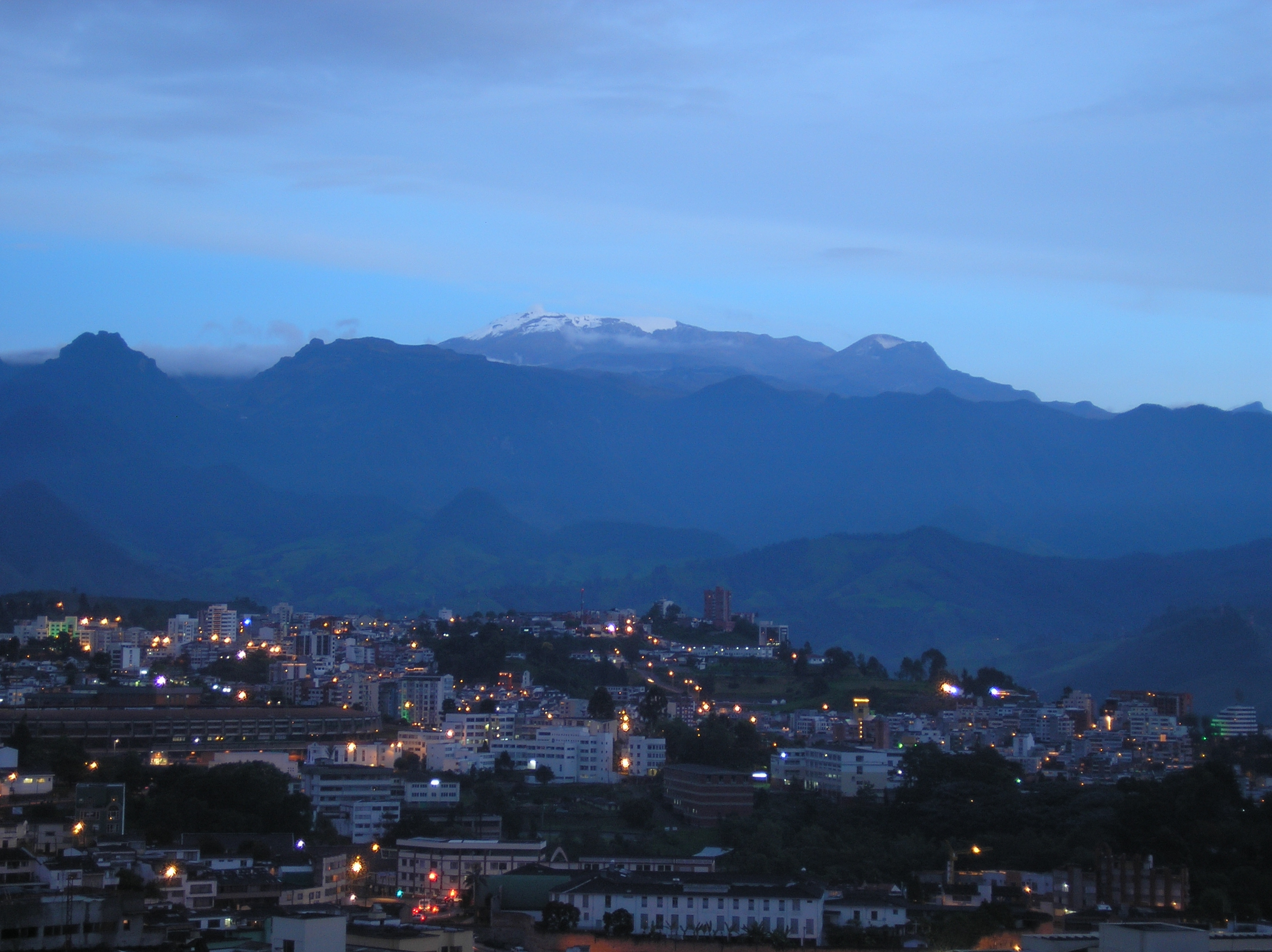
Le volcan Nevado del Ruiz.

Manizales est une ville construite sur des pentes abruptes et dans les combes d'une région montagneuse. Les rues et ruelles sont souvent très pentues jusqu'à plus de 45°.
La cité étant construite dans une zone à activité sismique instable, elle a requis une architecture adaptée et une structure publique sûre.
Même si la topographie est très complexe à cause des pentes, la ville a tout de même développé une culture du café à grande échelle sur ses collines fertiles.
La ville est située à une altitude comprise entre 1 900 et 2 200 mètres dans le nord de l'axe des plantations de café colombien (Eje Cafetero), non loin du volcan Nevado del Ruiz.

### Hydrographie
- Bassin du Río Chinchiná ;
- sous-bassin du río Guacaica.

### Risques naturels
- Tremblements de terre ;
- glissements de terrain ;
- éruptions volcaniques.

## Démographie

### Croissance de la population
| Recensement                                                                     | Population totale |
| ------------------------------------------------------------------------------- | ----------------- |
| 1851                                                                            | 3 000             |
| 1870                                                                            | 14 000            |
| 1951                                                                            | 126 201           |
| 1964                                                                            | 221 916           |
| 1973                                                                            | 239 140           |
| 1985                                                                            | 308 784           |
| 1993                                                                            | 345 539           |
| 2005                                                                            | 414 389           |
| 2007                                                                            | 419 056           |
| * Source: Boletín Estadístico CIE Nº1 de Diciembre 2007. Alcaldía de Manizales. |                   |
| 2021                                                                            | 404 398           |

### Ethnographie
Selon les chiffres du recensement DANE 2005, la composition ethnographique de la ville se répartit ainsi : Métis et Blancs : 98,9 %, Afro-Colombiens : 0,9 % et Indigènes : 0,2 %.

## Culture

### Musées
- Musée de l'or quimbaya.
- Musée d'histoire naturelle de l'université de Caldas[5].
- Musée d'art de l'université de Caldas.
- Musée archéologique de l'université de Caldas.
- Jardin botanique de l'université de Caldas (en espagnol : Jardín de la Facultad de Agronomía, Universidad de Caldas)[6].
- Musée d'histoire naturelle.
- Musée interactif de la science, des jeux et de la technologie[7].

### Événements périodiques
Parmi les événements culturels importants, on trouve :
- le Festival international de théâtre de Manizales (es), qui se déroule d'août à septembre. Créé en 1968[8], c'est l'un des plus importants d'Amérique latine ;

- le Manizales Jazz Festival[9], qui attire des musiciens du monde entier, est un événement annuel. Dans un passé récent, le tango était très apprécié en ville ; aujourd'hui, un nouvel appétit pour le jazz est en train de naître ;

- la Foire de Manizales (es) (Feria de Manizales)[10], foire annuelle qui a lieu en janvier, est née en 1951 lors du premier centenaire de la ville. Elle commença avec les combats de taureaux et la parade typique Manolas (parade espagnole). Avec l'accueil enthousiaste du public, les événements, expositions et spectacles se sont multipliés, tel l'International Coffee Beauty Pageant[9] qui est devenu, avec la corrida, l'une des attractions favorites de la foire.

## Divisions administratives

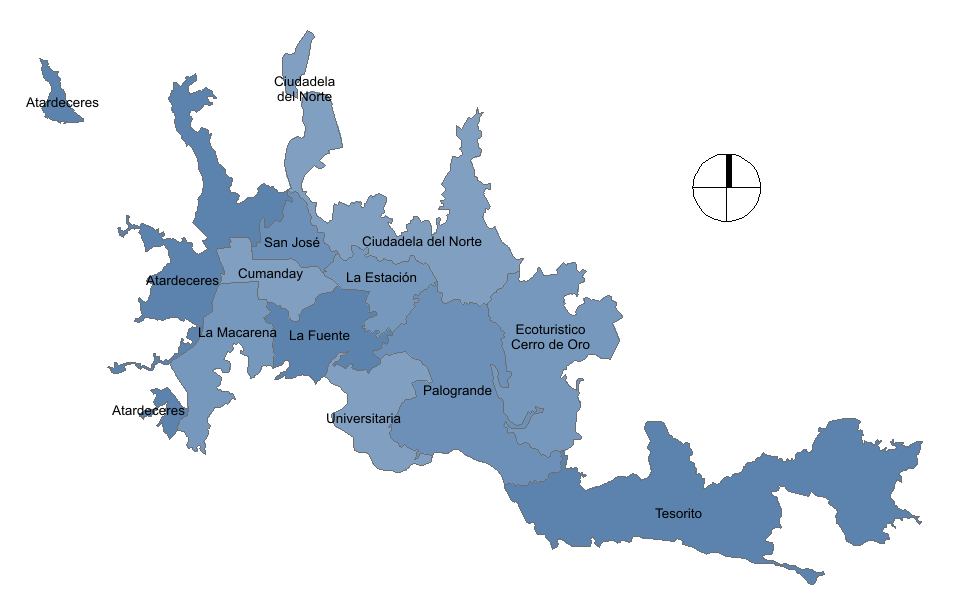
Carte des arrondissements de Manizales.

La ville possède de nombreux quartiers (barrios) regroupés en onze arrondissements (comunas) et sept corregimientos.
Les onze comunas sont : Atardeceres, Estación, San José, Ciudadela del Norte, La Fuente, Tesorito, Cumanday, La Macarena, Universitaria, Ecoturistico Cerro de Oro et Palogrande.
Les sept corregimientos sont : Colombia, El Manantial, Panorama, Corredor Agroturistico, El Remanso, Río Blanco et Cristalina.
Les quartiers les plus peuplés sont : La Sultana, Bosques del Norte, Palermo, La Enea, Los Cámbulos, Fátima, La Carola et Chipre.

## Éducation
Manizales est une région d'intérêt culturel et scolaire important. La ville a une population d'environ 30 000 étudiants répartis dans ses collèges et universités.
- Université nationale de Colombie (Manizales) (es), dont le campus est l'une des antennes de l'Université nationale de Colombie
- Université de Manizales (es)[11]
- Université autonome de Manizales[12]
- Université catholique de Manizales (es)[13]
- Fondation universitaire Luis Amigó (es)[14]
- Université de Caldas (es)[15].

## Économie

### Activités économiques
L'économie de Manizales est axée sur la production et la transformation du café, la fabrication de l'acier et les autres industries du métal, la fabrication de pièces automobiles, l'industrie agroalimentaire, l'éducation et l'activité universitaire.

### Transports
- Aéroport de La Nubia (es)
- Par la route.

## Événements sportifs
La ville est le siège du club de football Corporación Deportiva Once Caldas qui a gagné en 2004 la principale compétition d'Amérique du Sud, la Copa Libertadores (ou Copa Bridgestone Libertadores de América).

## Sites touristiques

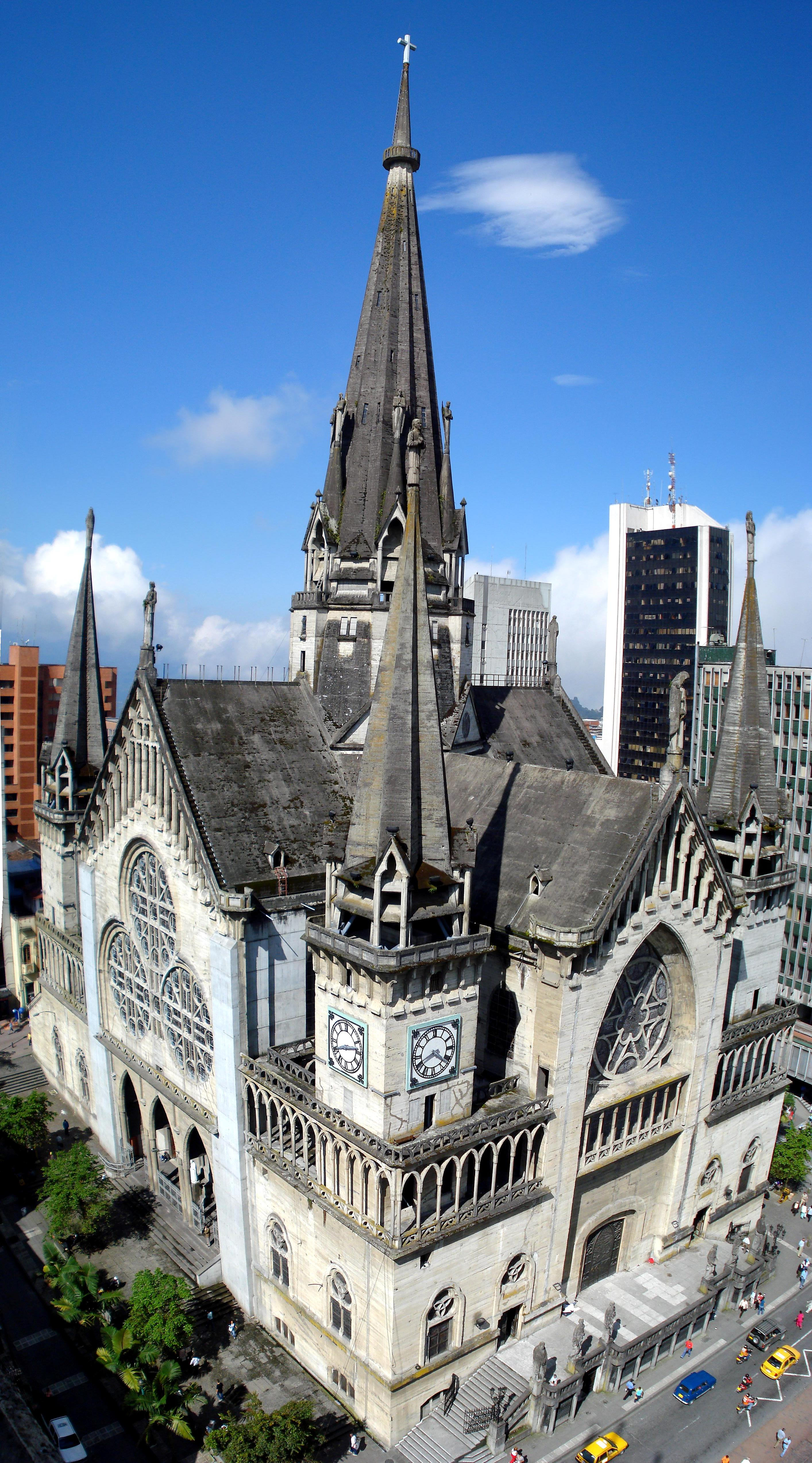
Cathédrale Notre-Dame-du-Rosaire de Manizales.

- La Cathédrale Notre-Dame-du-Rosaire (ou Cathédrale métropolitaine Notre-Dame-du-Rosaire), basilique de culte catholique romain[16].
- Le parc national naturel de Los Nevados (avec grottes, neiges et glaciers), situé dans les départements de Caldas, Risaralda, Quindío et Tolima, est dominé par le volcan Nevado del Ruiz[17].
- Le parc Recinto del Pensamiento (es) (ou Recinto del Pensamiento Jaime Restrepo Mejía)[18].
- Le parc écologique Los Yarumos[19].
- Le parc Simón Bolívar[20].
- Le parc Francisco José de Caldas (es).

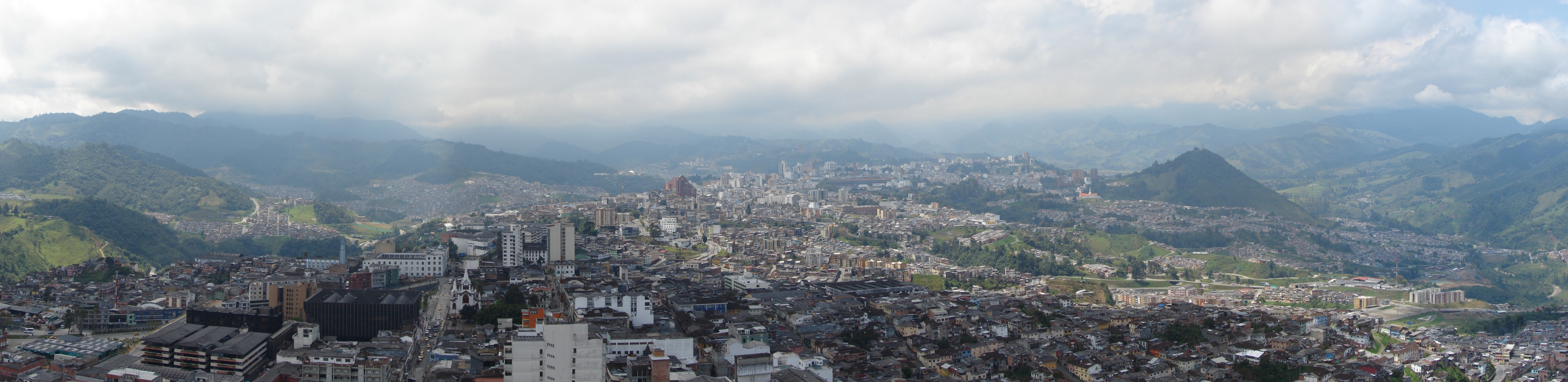
Vue panoramique de Manizales

- Les eaux thermales[21].

## Symboles

### Héraldique
| Blason de Manizales | Blason  | D'azur et d'argent le volcan Nevado del Ruiz se détachant sur un ciel d'azur. De sinople la cordillère et le cerro de San Cancio avec un chemin de sable. D'argent la cathédrale de Manizales et des constructions de même maçonnées de sable. Deux battants de porte en bois, munis d'une fermeture d'or de style ancien, s'ouvrant sur la ville. De gueules la bordure de l'écu et de la champagne de sable au condor d'argent. |
| Blason de Manizales | Détails | |

### Drapeau
Le drapeau de Manizales est composé de trois bandes horizontales. Ses couleurs sont : blanc, vert, rouge.

### Hymne
Les paroles de l'hymne de Manizales ont été écrites par le poète Eduardo Carranza. La musique a été composée par José Rozo Contreras (es). 

## Personnalités liées à la municipalité
- Carlos Eduardo Pinzón Posada (1874-1925) : entrepreneur, un des fondateurs de la Sociedad de Mejoras Públicas de Manizales et à l'initiative de la création de la chambre de commerce de la ville ;
- Julien Polti (1877-1953) : architecte de la cathédrale de Manizales ;
- Luis Concha Córdoba (1891-1971) : évêque et archevêque de Manizales de 1935 à 1959 ;
- Gilberto Alzate Avendaño (1910-1960) : homme politique né à Manizales ;
- José Ricardo Pérez (1963-) : footballeur né à Manizales ;
- Néstor Mora (1963-1995) : coureur cycliste mort dans un accident à Manizales ;
- Juan Carlos Castillo (1964-1993) : coureur cycliste né à Manizales ;
- Nelson Rodríguez (1965-) : coureur cycliste né à Manizales ;
- Carlos Alberto Contreras (1973-) : coureur cycliste né à Manizales ;
- Elkin Soto (1980-) : footballeur né à Manizales ;
- Diego Tamayo (1983-) : coureur cycliste né à Manizales ;
- Juan Agudelo (1992-) : footballeur né à Manizales.

## Relations internationales

### Jumelage
La ville de Manizales est jumelée avec les villes suivantes :
- Rosario, Argentine
- Montréal, Canada
- Lisbonne, Portugal
- Oxford, Royaume-Uni
- Barcelone, Espagne
- Valence, Espagne
- San Luis Potosí, Mexique
- Gainesville (Floride), États-Unis